# ベトナム人民空軍
ベトナム人民空軍（越：Không Quân Nhân Dân Việt Nam / 空軍人民越南）は、ベトナム人民軍の空軍組織。1956年9月創設。兵力約3万人。

## 歴史
- 1951年3月 - 少数の訓練機を装備した飛行訓練班創設
- 1956年9月 - 総参謀部に空軍局創設
- 1958年11月 - 最初の飛行訓練連隊編成
- 1960年1月 - 航空学校に拡張
- 1963年10月 - 防空部隊と航空部隊を統合し、ベトナム人民防空・空軍（Phòng Không - Không Quân Nhân Dân Việt Nam）創設。
- 1964年2月 - MiG-17を装備する最初の戦闘飛行連隊創設
- 1964年7月 - 最初の航空師団創設
- 1976年6月 - 南北ベトナム統一を受け空軍と防空軍（Phòng Không Việt Nam）を独立軍種として分離
- 1999年7月14日 - 空軍と防空軍を再統合
- 2013年7月3日 - 中部ダナン市のベトナム人民空軍第372師団で、同師団に所属する第954航空旅団を国防省の6月25日付決定2215号に基づきベトナム人民海軍に編入した。また、第372師団に第930ヘリコプター連隊を設立する。第954航空旅団は、以前は第954航空連隊だったが、国防省の5月22日付決定1681号により航空旅団に再編された。第954海軍航空旅団は、索敵作戦、軍事運輸、偵察、遭難者救助、台風洪水防止などの任務を遂行する。一方、第930ヘリコプター連隊は、偵察、軍事運輸、遭難者救助、台風洪水防止、空軍士官学校のヘリコプター操縦訓練などを主な任務とする。

## 組織

### 航空戦力
ベトナム人民空軍は、ハノイに司令部を置き、3個航空師団から成り、1個輸送機旅団及び13個飛行連隊（5個戦闘機連隊、2個爆撃機連隊、3個ヘリコプター連隊、3個訓練機連隊）を有する。
| 第371師団 (ノイバイ)         | 第921連隊 | ノイバイ         | Su-22M-3K/M-4/UM-3V                                                                    |
| 第371師団 (ノイバイ)         | 第923連隊 | トー・スアン     | Su-30MK2V 18機、#8571-8588                                                             |
| 第371師団 (ノイバイ)         | 第927連隊 | ケプ             | Su-30MK2V                                                                              |
| 第371師団 (ノイバイ)         | 第916連隊 | ホアラック       | Mi-8T、Mi-17/Mi-171/172、Mi-24A                                                        |
| 第371師団 (ノイバイ)         | 第918旅団 | ザーラム         | An-2、An-26B、C-212-400、M-28、C-295M                                                  |
| 第372師団 (ダナン)           | 第929連隊 | ダナン           | Su-22M-3K/M-4/UM-3V                                                                    |
| 第372師団 (ダナン)           | 第930連隊 | ダナン           | Mi-17/Mi-171/172                                                                       |
| 第372師団 (ダナン)           | 第925連隊 | フーカット       | Su-27SK/UBK9機（SK#6001-6006 、UBK#8521-8523）、Su-30KV ( Su-27PU ) 5機（#8524 -8528） |
| 第370師団 (タンソンニャット) | 第937連隊 | ファンラン       | Su-30MK2V 8機、#8551-8558                                                              |
| 第370師団 (タンソンニャット) | 第935連隊 | ビエンホア       | Su-30MK2V 18機、#8531-8548                                                             |
| 第370師団 (タンソンニャット) | 第917連隊 | タンソンニャット | UH-1H、Mi-8T、Mi-17/Mi-17-1V/Mi-171/172、Mi-24A                                        |
| 空軍学院 (ドンタック)        | 第910連隊 | ドンタック       | L-39C                                                                                  |
| 空軍学院 (ドンタック)        | 第915連隊 | ドンタック       | Mi-8、Mi-17                                                                            |
| 空軍学院 (ドンタック)        | 第920連隊 | ニャチャン       | Yak-52/lak-52                                                                          |

ベトナム本土には、308ヶ所の各種飛行場が存在し、3個作戦区に分かれて管轄される。
- 第1作戦区 - イエンバイ（安沛）、ケプ、ノイバイ（内排）、ザーラム（嘉林）、ホアラック（和楽）、キエンアン（建安）等
- 第2作戦区 - トースアン（寿春）、ダナン、ニャチャン（芽荘）、ミーライ、フーカット（富吉）等
- 第3作戦区 - カムラン、ファンラン、ビエンホア（辺和）、タンソンニャット等

戦闘機の主力は北部地区に配備され、爆撃機の主力は中部と南部地区に配備されている。ただし、近年、配備変更が行われており（例えば、2008年、ダナンからビエンホアに7機のMiG-21が移され、南部の作戦機は64機に増加した）、南部地区の防空作戦能力が強化されている。

### 防空戦力
- 防空師団 x 6
  - 対空ミサイル連隊 x 17
  - 高射砲連隊 x 6
  - レーダー連隊 x 6
- 通信連隊 x 1
- 工兵連隊 x 1

## 装備
- Su-27SK/UBK戦闘機 × 6/5機[1]
- Su-30MK2V戦闘機 × 35機[1]
- Su-22M3/M4/UM戦闘爆撃機 × 26機[1]
- M28（MPA)海洋哨戒機 × 1機[1][2]
- An-2輸送機 × 6機[1]
- C-295M輸送機 × 3機[1]（#8901 - 8903）
- NC212i輸送機 × 2機[1]
- L-39練習機 × 17機[1]
- Yak-130練習機 × 12機[1]
- Yak-52練習機 × 30機[1]
- Mi-8ヘリ × 14機[1]
- Mi-17ヘリ × 6機[1]
- Mi-171ヘリ × 3機[1]
- UH-1Hヘリ × 11機[1]
- カブリ G2（英語版） 訓練用ヘリ x 1機[3]

防空部隊は、地対空ミサイルSA-2/-3/-6/-7/-16/-20、37mm - 130mmの高射砲を装備する。

### 装備調達状況
- 1994年 - ロシア連邦とSu-27 x 12機の購入契約。同年、第1期分6機納入
- 1995年 - 第2期分6機納入
- 2003年 - Su-30MK x 4＋8機の購入契約。同年、S-300PMUl地対空ミサイル x 2個中隊分購入
- 2003年 - チェコからL-39C訓練機 x 10機購入
- 2003年10月 - ポーランドからM28輸送機 x 2機購入
- 2009年 - Su-30MK2 x 8機購入
- 2010年 - Su-30MK2 x 20機購入
- 2011年 - Su-30MK2 x 12機購入
- 2013年 ‐ Su-30MK2x 12機購入